# Touch Me Not
Pour plus de détails, voir Fiche technique et Distribution.
Touch Me Not (Nu mă atinge-mă) est un film roumain réalisé par Adina Pintilie, sorti en 2018. Il est sélectionné en compétition officielle à la Berlinale 2018 où il remporte l'Ours d'or et le Prix du meilleur premier film. La réalisatrice décrit le film comme "une recherche qui se situe à la lisière très floue entre fiction et documentaire".

## Synopsis

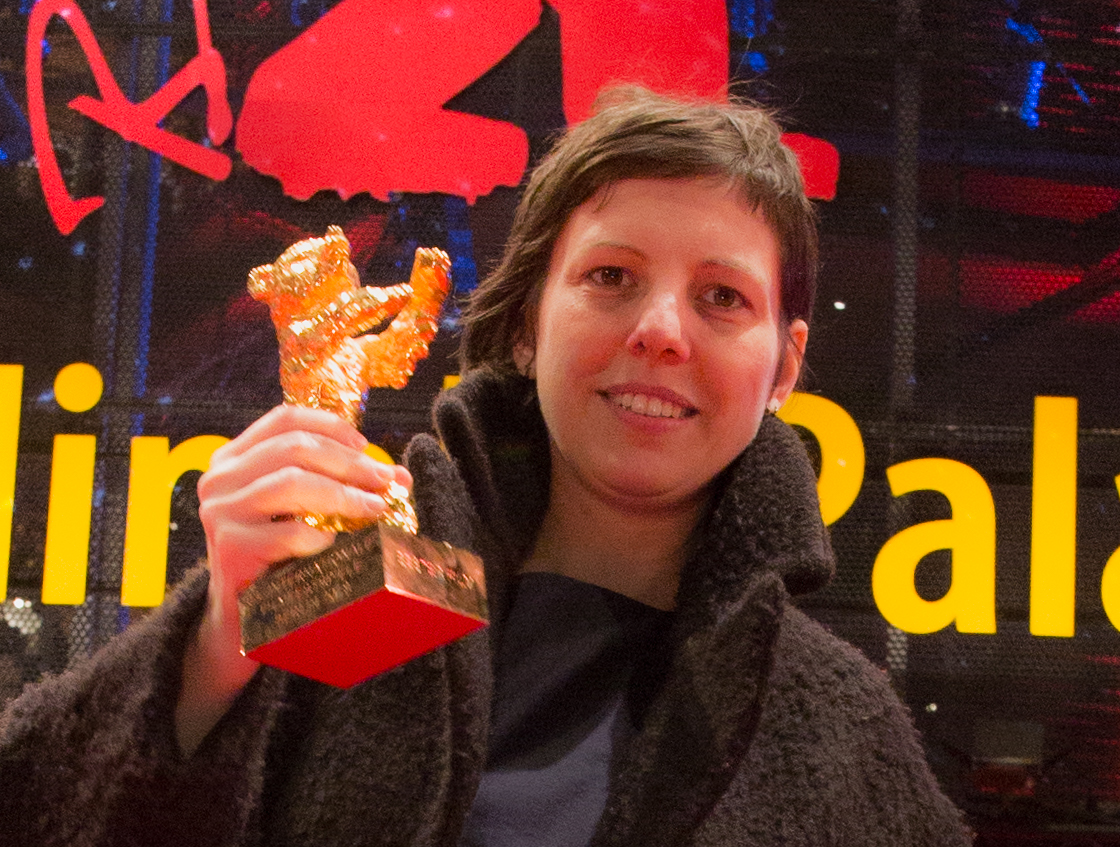
Adina Pintilie avec l'Ours d'or pour Touch Me Not

## Fiche technique
- Titre original : Nu mă atinge-mă
- Titre français : Touch Me Not
- Réalisation : Adina Pintilie
- Scénario : Adina Pintilie
- Producteurs : Bianca Oana, Philippe Avril et Adina Pintilie
- Costumes : Maria Pitea
- Photographie : George Chiper
- Musique : Ivo Paunov
- Pays d'origine : Roumanie, Allemagne, République tchèque, Bulgarie, France
- Format : Couleurs - 35 mm - 1,85:1
- Genre : drame
- Durée : 125 minutes
- Dates de sortie :
  -  Allemagne : 22 février 2018 (Berlinale 2018)
  -  France : 31 octobre 2018

## Distribution
- Laura Benson : Laura
- Tómas Lemarquis : Tudor
- Dirk Lange : Radu
- Hermann Mueller : Paul
- Christian Bayerlein : Christian
- Irmena Chichikova : Mona

## Distinctions

### Récompenses
- Berlinale 2018 : Ours d'or et le Prix du meilleur premier film.

### Sélections
- Festival international du film de Transylvanie 2018 : sélection en compétition officielle.
- Festival international du film de Karlovy Vary 2018 : sélection en section Horizons.
- Festival international du film de La Roche-sur-Yon 2018 : sélection en compétition internationale.